# Telenomus nitidulus
Telenomus nitidulus är en stekelart som först beskrevs av Thomson 1844.  Telenomus nitidulus ingår i släktet Telenomus, och familjen gallmyggesteklar. Arten är reproducerande i Sverige.